# Agrilus mali
Agrilus mali é uma espécie de inseto do género Agrilus, família Buprestidae, ordem Coleoptera.
Foi descrita cientificamente por Matsumura, 1924.